# بروتين الريبوسوم L9
بروتين الريبوسوم L9 (بالإنجليزية: Ribosomal Protein L9)‏ (RPL9) هوَ بروتين يُشَفر بواسطة جين RPL9 في الإنسان. الريبوسومات هي العضيات التي تحفز تخليق البروتين، تتكون من وحدة فرعية صغيرة 40S ووحدة فرعية كبيرة 60S. تتكون هذه الوحدات الفرعية معًا من 4 أنواع من رنا RNA وحوالي 80 بروتينًا مميزًا من الناحية الهيكلية. ويعد أحد مكونات الوحدة الكبرى 60S للريبوسوم والذي يلعب دورًا مهمًا في الترجمة في عملية الاصطناع الحيوي للبروتين (التي تشكل جزءا من عملية التعبير الجيني).

## الأهمية السريرية
وجد أن تعبير هذا الجين مرتفع في سرطان القولون وسرطان الخلايا الصغيرة الرئوي.

## روابط خارجية
- بروتين الريبوسوم L9 في نظام فهرسة المواضيع الطبية (MeSH) للمكتبة الوطنية الأمريكية للطب.
- نظرة شاملة على جميع المعلومات الهيكلية المتاحة في بنك بيانات البروتينات (PDB) لـقاعدة البيانات يونيبروت (UniProt): P32969 (بروتين الريبوسوم L9) في بنك بيانات البروتين في أوروبا (PDBe-KB).